# Australië op de Olympische Winterspelen 2006
De Australische Olympische Ploeg is de afvaardiging van Australische sporters die het Australisch Olympisch Comité uitzond naar de Olympische Winterspelen 2006 in Turijn.
De 39 sporters die Australië vertegenwoordigden op de twintigste editie kwamen uit in tien takken van sport. De Australische equipe behaalde deze editie twee medailles bij het freestyleskiën, waaronder de bronzen medaille van Alisa Camplin die op de Winterspelen van 2002 Olympisch kampioene werd. Australië eindigde daarmee op de zeventiende plaats in het medailleklassement.

## Medailles
| Sport          | Olympiër        | Discipline  | Medaille |
| -------------- | --------------- | ----------- | -------- |
| Freestyleskiën | Dale Begg-Smith | moguls (m)  | Goud     |
| Freestyleskiën | Alisa Camplin   | aerials (v) | Brons    |

## Deelnemers en resultaten

### Alpineskiën
| Olympiër     | Discipline       | Resultaat | Prestatie      |
| ------------ | ---------------- | --------- | -------------- |
| Craig Branch | afdaling (m)     | 32e       | 1.52,55        |
| Jono Brauer  | combinatie (m)   | DNF       | niet gefinisht |
| Jono Brauer  | slalom (m)       | DNF       | niet gefinisht |
| Bradley Wall | reuzenslalom (m) | DNF       | niet gefinisht |
| AJ Bear      | super-g (m)      | DNF       | niet gefinisht |

### Biatlon
| Olympiër       | Discipline | Resultaat | Prestatie           |
| -------------- | ---------- | --------- | ------------------- |
| Cameron Morton | sprint (m) | 82e       | 32.07,4             |
| Cameron Morton | 20 km (m)  | 83e       | 1:07.30,7 (1-2-1-3) |

### Bobsleeën
| Olympiër                                     | Discipline | Resultaat | Prestatie                                                           |
| -------------------------------------------- | ---------- | --------- | ------------------------------------------------------------------- |
| Shane McKenzie Jeremy Rolleston Australië-I  | 2-bob (m)  | 22e       | run 1: 56,77 run 2: 56,59 run 3: 57,22 totaal: 2.50,58              |
|                                              |            |           |                                                                     |
| Astrid Loch-Wilkinson Kylie Reed Australië-I | 2-bob (v)  | 14e       | run 1: 58,53 run 2: 58,85 run 3: 59,00 run 4: 58,73 totaal: 3.54,11 |

### Freestyleskiën
| Olympiër           | Discipline  | Resultaat    | Prestatie                                              |
| ------------------ | ----------- | ------------ | ------------------------------------------------------ |
| Dale Begg-Smith    | moguls (m)  | Goud         | kwalificatie: 25,40 punten finale: 26,77 punten        |
| Nick Fisher        | moguls (m)  | 12e          | kwalificatie: 22,89 punten finale: 23,39 punten        |
| Jason Begg-Smith   | moguls (m)  | kwalificatie | kwalificatie: 20,22 punten                             |
|                    |             |              |                                                        |
| Alisa Camplin      | aerials (v) | Brons        | kwalificatie: 165,32 punten finale: 191,39 punten      |
| Jacqui Cooper      | aerials (v) | 8e           | kwalificatie: 213,36 punten (WR) finale: 152,69 punten |
| Lydia Ierodiaconou | aerials (v) | kwalificatie | kwalificatie: 155,45 punten                            |
| Elizabeth Gardner  | aerials (v) | kwalificatie | kwalificatie: 127,42 punten                            |
| Manuela Berchtold  | moguls (v)  | 14e          | kwalificatie: 22,19 punten finale: 22,21 punten        |

Freestyleskiër Michael Robertson nam niet deel in de discipline moguls (m).

### Kunstrijden
| Olympiër      | Discipline | Resultaat | Prestatie               |
| ------------- | ---------- | --------- | ----------------------- |
| Joanne Carter | vrouwen    | 25e       | korte kür: 40,86 punten |

### Langlaufen
| Olympiër             | Discipline              | Resultaat    | Prestatie             |
| -------------------- | ----------------------- | ------------ | --------------------- |
| Paul Murray          | sprint (m)              | kwalificatie | kwalificatie: 2.25,29 |
| Esther Bottomley     | sprint (v)              | kwalificatie | kwalificatie: 2.23,55 |
| Clare-Louise Brumley | 15 km achtervolging (v) | 42e          | 47.03,1               |

### Rodelen
| Olympiër             | Discipline | Resultaat | Prestatie                                                                |
| -------------------- | ---------- | --------- | ------------------------------------------------------------------------ |
| Hannah Campbell-Pegg | vrouwen    | 23e       | run 1: 49,577 run 2: 49,350 run 3: 49,574 run 4: 49,038 totaal: 3.17,539 |

### Shorttrack
| Olympiër                                          | Discipline      | Resultaat    | Prestatie                                                        |
| ------------------------------------------------- | --------------- | ------------ | ---------------------------------------------------------------- |
| Alex McEwan                                       | 500 m (m)       | kwalificatie | kwalificatie serie 2: 45,173 (4e)                                |
| Mark McNee                                        | 1000 m (m)      | kwalificatie | kwalificatie serie 2: 1.30,033 (4e)                              |
| Mark McNee                                        | 1500 m (m)      | kwalificatie | kwalificatie serie 3: 2.29,356 (4e)                              |
| Mark McNee Lachlan Hay Stephen Lee Elliot Shriane | 5000 m team (m) | 6e           | halve finale 1: 7.03,356 (4e) B-finale: 7.01,666 (1e)            |
|                                                   |                 |              |                                                                  |
| Emily Rosemond                                    | 1000 m (v)      | kwartfinale  | kwalificatie serie 6: 1.39,952 (2e) kwartfinale 1: 1.37,627 (3e) |
| Emily Rosemond                                    | 1500 m (v)      | kwalificatie | kwalificatie serie 3: 2.40,171 (5e)                              |

### Skeleton
| Olympiër        | Discipline | Resultaat | Prestatie                                     |
| --------------- | ---------- | --------- | --------------------------------------------- |
| Shaun Boyle     | mannen     | 22e       | run 1: 1.00,13 run 2: 1.00,00 totaal: 2.00,13 |
| Michelle Steele | vrouwen    | 13e       | run 1: 1.01,26 run 2: 1.01,21 totaal: 2.03,47 |

### Snowboarden
| Olympiër         | Discipline               | Resultaat    | Prestatie                                                                                 |
| ---------------- | ------------------------ | ------------ | ----------------------------------------------------------------------------------------- |
| Mitchell Allan   | half-pipe (m)            | kwalificatie | kwalificatie: 28,8 / 23,7                                                                 |
| Andrew Burton    | half-pipe (m)            | kwalificatie | kwalificatie serie 3: 15,2 / 21,8                                                         |
| Ben Mates        | half-pipe (m)            | kwalificatie | kwalificatie serie 3: 4,9 / 5,0                                                           |
| Emanuel Oppliger | reuzenparallelslalom (m) | 1/8F         | kwalificatie: 1.12,11 (36,56 / 35,55) 1e ronde serie 8: 2e                                |
| Damon Hayler     | snowboard cross (m)      | 7e           | kwalificatie: 1.24,79 / 1.21,51 1e ronde serie 3: 1e kwartfinale 2: 2e halve finale 1: 3e |
|                  |                          |              |                                                                                           |
| Torah Bright     | half-pipe (v)            | 5e           | kwalificatie: 32,0 / 43,1 finale: 17,0 / 41,0                                             |
| Holly Crawford   | half-pipe (v)            | kwalificatie | kwalificatie: 19,0 / 29,9                                                                 |
| Johanna Shaw     | reuzenparallelslalom (v) | kwalificatie | kwalificatie: 1.38,86 (53,76 / 45,10)                                                     |
| Emily Thomas     | snowboard cross (v)      | kwalificatie | kwalificatie: 1.37,69 / 1.34,57                                                           |

Albanië · Algerije · Amerikaanse Maagdeneilanden · Andorra · Argentinië · Armenië · Australië · Azerbeidzjan · België · Bermuda · Bosnië en Herzegovina · Brazilië · Bulgarije · Canada · Chili · China · Chinees Taipei · Costa Rica · Cyprus · Denemarken · Duitsland · Estland · Ethiopië · Finland · Frankrijk · Georgië · Griekenland · Groot-Brittannië · Hongarije · Hongkong · Ierland · IJsland · India · Iran · Israël · Italië · Japan · Kazachstan · Kenia · Kirgizië · Kroatië · Letland · Libanon · Liechtenstein · Litouwen · Luxemburg · Macedonië · Madagaskar · Moldavië · Monaco · Mongolië · Nederland · Nepal · Nieuw-Zeeland · Noord-Korea · Noorwegen · Oekraïne · Oezbekistan · Oostenrijk · Polen · Portugal · Roemenië · Rusland · San Marino · Senegal · Servië en Montenegro · Slovenië · Slowakije · Spanje · Tadzjikistan · Thailand · Tsjechië · Turkije · Venezuela · Verenigde Staten · Wit-Rusland · Zuid-Afrika · Zuid-Korea · Zweden · Zwitserland